# كأس فرنسا 1984–85
كأس فرنسا 1984–85 (بالفرنسية: Coupe de France de football 1984-1985)‏ هو الموسم 68 من كأس فرنسا. أشرف على تنظيمه اتحاد فرنسا لكرة القدم، وفاز فيه نادي موناكو.